# Вулиця Брів-ла-Гайард (Мелітополь)
Вулиця Брів-ла-Гайард — вулиця в Мелітополі. Починається від проспекту 50-річчя Перемоги, йде повз міську лікарню до Кізіярської вулиці, продовжується проїздом на вулицю Лермонтова.

## Назва
Вулиця названа на честь французького міста Брів-ла-Гайард, міста-побратима Мелітополя.

## Історія
Виникла як частина бульвару 30-річчя Перемоги. 10 квітня 1980 була перейменована на окрему вулицю Брів-ла-Гайард, натомість як частина бульвара на захід від проспекту 50-річчя Перемоги зберігла свою назву.